# Santana do Paraíso
Santana do Paraíso is een Braziliaanse stad en gemeente in de deelstaat Minas Gerais. Het maakt deel uit van de mesoregio Vale de Rio Doce van de gelijknamige microregio Ipatinga en van de stedelijke regio Vale do Aço. Het ligt op 198 km van de staatshoofdstad Belo Horizonte. De gemeente telt 24.695 inwoners (2009) en is 275,529 km² groot.

## Galerij

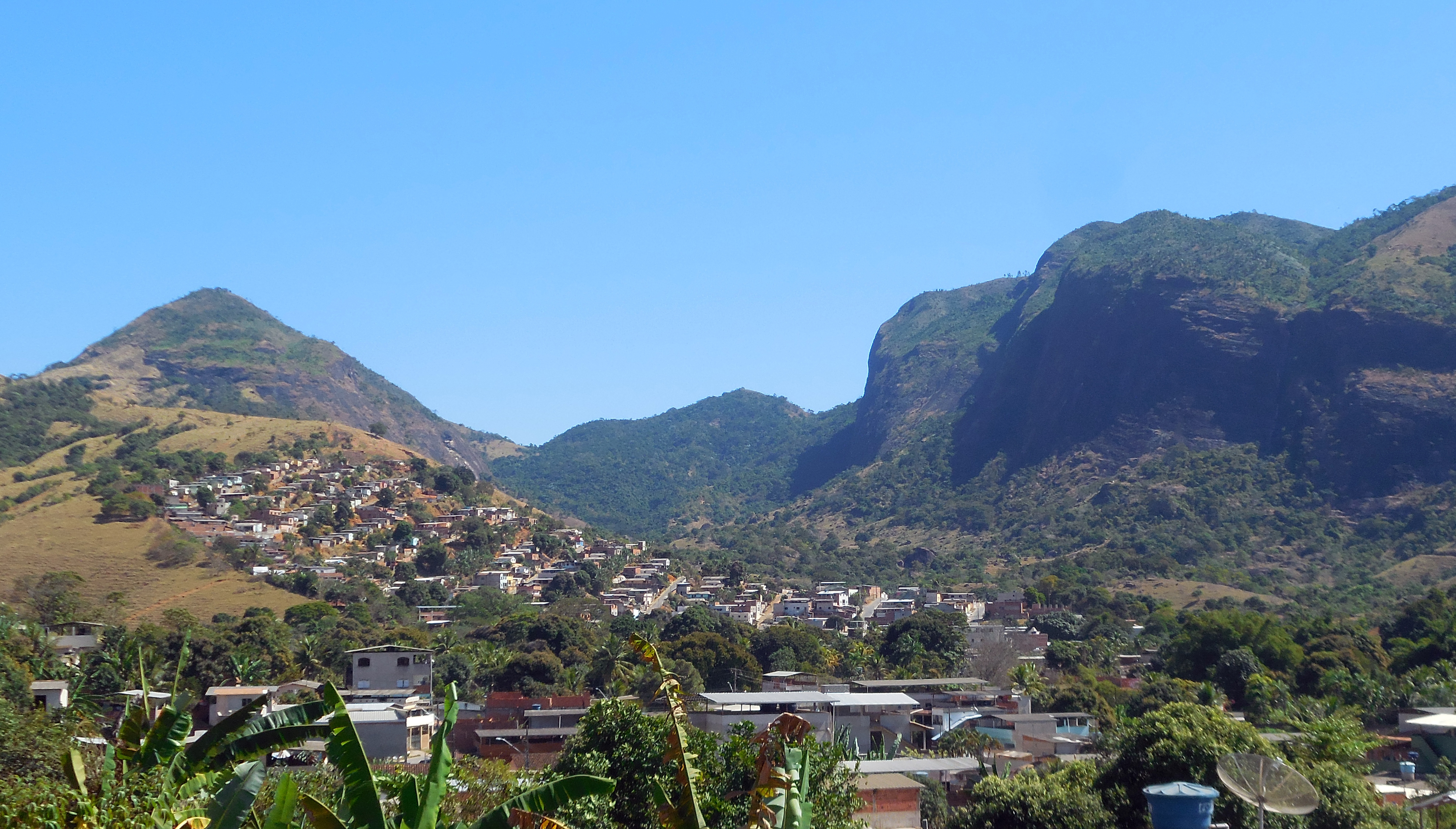
Uitzicht op een wijk van Santana do Paraíso en de omliggende rotsformaties
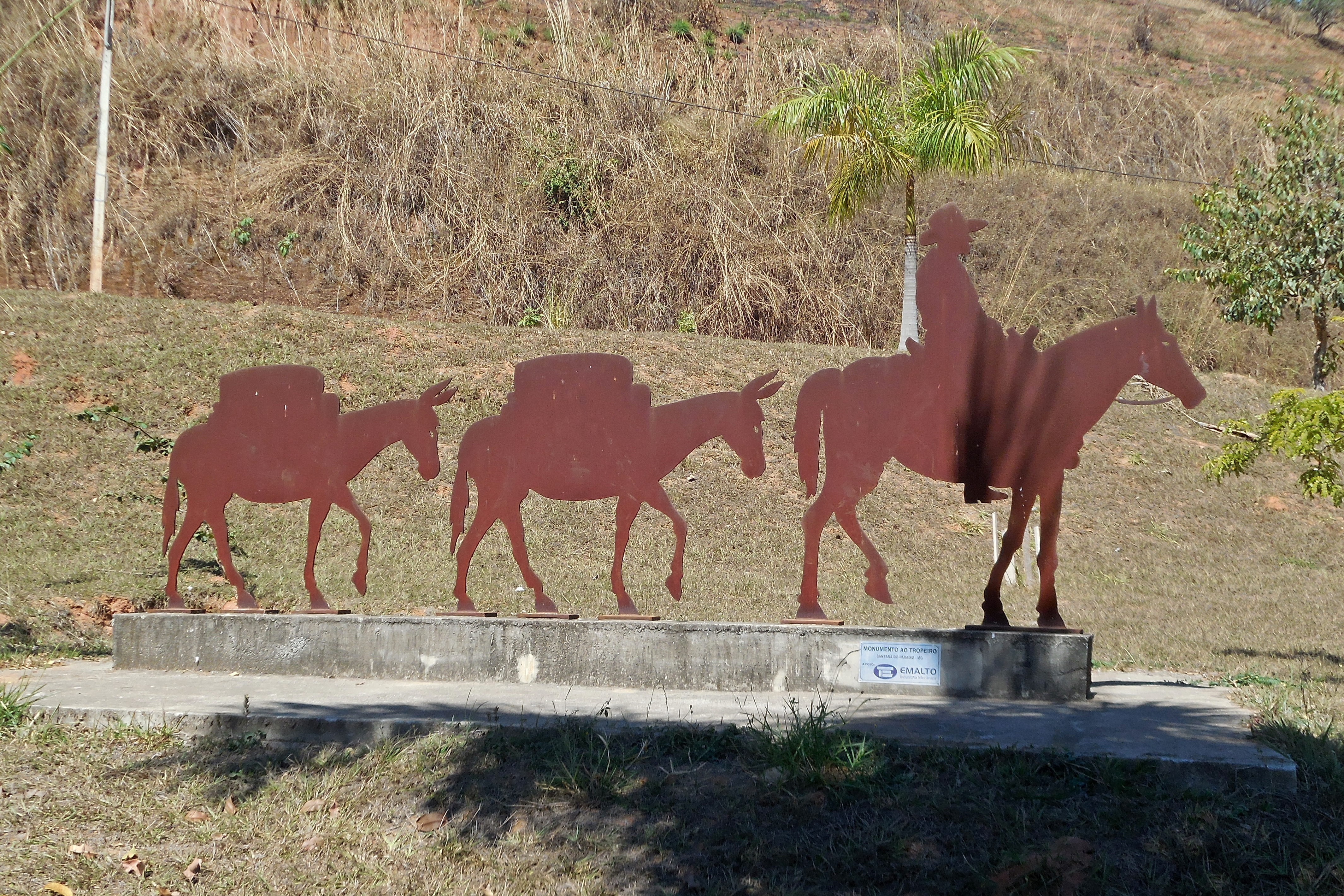
Monumento ao Tropeiro aan de hoofdweg (MG-232) in Santana do Paraíso